# Проспект Текстильщиков (Иваново)
Проспе́кт Тексти́льщиков — улица в юго-восточной части города Иваново. Начинается от улицы Куконковых и идёт до Лежневской улицы. Располагается параллельно между проспектом Строителей и улицей Любимова. Пересекается с улицами: Кавалерийская, Волжская, Котовского, Шубиных, Родниковская, Пестяковская, Пучежская, Лухская, Новосельская, 1-я Ландеховская, 1-я Вичугская, 2-я Вичугская, Маршала Василевского, Кудряшова, переулками: Коляновский, Вичугский.

## Происхождение названия
Образован в 1974 году в результате объединения 3-й Коляновской и 3-й Ипподромной улиц. Назван по просьбе коллектива Камвольного комбината в честь текстильщиков города Иваново. (по аналогии с проспектом Строителей).

## Архитектура
Основную часть застройки составляют типовые панельные и кирпичные многоквартирные жилые дома советской планировки — «спальные районы» города. В советский период на пешеходном бульваре проспекта были установлены стелы с портретами текстильщиков-героев труда.

## Транспорт
Проспект условно можно разделить на две части. Первый участок — от Лежневской улицы до улицы Шубиных и второй — от улицы Шубиных до улицы Куконковых. В отличие от первого участка с широкой проезжей частью, на втором спланирован пешеходный бульвар. Проезжая часть здесь сужена и разнесена к краям улицы, а бульвар расположен на разделительной полосе. Зелёные насаждения между тротуаром и проезжей частью образуют аллею — место отдыха для жителей южных микрорайонов. Одной стороной аллея выходит на оживлённую магистраль по улице Куконковых в районе торгового центра «Ашан» и «9 квадратов», гипермаркета «Наш», другой стороной — на перекрёсток с круговым движением (кольцо улицы Шубиных).
- Троллейбусы — 7, 8, 10
- Автобусы — 1, 7, 20, 23, 40, 100
- Маршрутное такси — 2, 10, 20, 23, 29, 28, 30, 34, 39, 40, 100, 115, 136, 141

## Фотографии
- На кольце Шубиных